# Mistrzostwa Polski Juniorów w Saneczkarstwie 2023 (tory naturalne)
Mistrzostwa Polski Juniorów w saneczkarstwie na torach naturalnych 2023 – zawody saneczkarskie rozegrane w dniach 4-5 marca 2023 roku w miejscowości Złockie koło Muszyny.

## Wyniki
W konkurencji jedynek kobiet złoto zdobyła Oliwia Sauvageot, srebro Paulina Lipińska, a brąz Martyna Bobak natomiast w konkurencji mężczyzn złoto zdobył Jakub Smaś, srebro Kacper Adamski i brąz Dawid Porwoł. 
W dwójkach zwyciężyli Adrian Machnik i Paulina Lipińska, drugie miejsce zajęli Kacper Adamski i Oliwia Sauvageot, a trzecie Jakub Smaś i Dawid Porwoł.
Najlepszą drużyną okazał się KSS Beskidy Bielsko-Biała w składzie Oliwia Sauvageot, Adrian Machnik, Patryk Kruszeniuk i Milena Kulba.